# Crnča, Srbija
Crnča (izvirno srbsko Црнча) je naselje v Srbiji, ki upravno spada pod Občino Ljubovija; slednja pa je del Mačvanskega upravnega okraja.

## Demografija
V naselju, katerega izvirno (srbsko-cirilično) ime je Црнча, živi 967 polnoletnih prebivalcev, pri čemer je njihova povprečna starost 39,4 let (38,0 pri moških in 41,0 pri ženskah). Naselje ima 365 gospodinjstev, pri čemer je povprečno število članov na gospodinjstvo 3,32.
To naselje je, glede na rezultate popisa iz leta 2002, večinoma srbsko, a v času zadnjih treh popisov je opazno zmanjšanje števila prebivalcev. 
Најпознатија личност из Црнче је признати новинар Милован Бркић
|  |

| Demografija | Demografija     | Demografija     |
| Leto        | Št. prebivalcev | Št. prebivalcev |
| ----------- | --------------- | --------------- |
|             |                 |                 |
|             |                 |                 |
|             |                 |                 |
|             |                 |                 |
| 1948        | 1438            |                 |
| 1953        | 1569            |                 |
| 1961        | 1783            |                 |
| 1971        | 1707            |                 |
| 1981        | 1539            |                 |
| 1991        | 1373            | 1360            |
| 2002        | 1215            | 1213            |
|             |                 |                 |

| Etnična sestava po popisu iz leta 2002 | Etnična sestava po popisu iz leta 2002 | Etnična sestava po popisu iz leta 2002 | Etnična sestava po popisu iz leta 2002 | Etnična sestava po popisu iz leta 2002 |
| -------------------------------------- | -------------------------------------- | -------------------------------------- | -------------------------------------- | -------------------------------------- |
| Srbi                                   | Srbi                                   |                                        | 1.185                                  | 97,69%                                 |
| Romi                                   | Romi                                   |                                        | 18                                     | 1,48%                                  |
| Rusi                                   | Rusi                                   |                                        | 2                                      | 0,16%                                  |
| Hrvati                                 | Hrvati                                 |                                        | 1                                      | 0,08%                                  |
| Neznano                                | Neznano                                |                                        | 6                                      | 0,49%                                  |